# 999
Раннє Середньовіччя  •  Епоха вікінгів  •  Золота доба ісламу  •  Реконкіста

## Геополітична ситуація
Візантію очолює Василій II Болгаробійця. Оттон III є імператором Священній Римській імперії.
Королем Західного Франкського королівства є, принаймні формально, Роберт II Побожний.
Апеннінський півострів розділений між численними державами: північ належить Священній Римській імперії,  середню частину займає Папська область, на південь від Римської області  лежать невеликі незалежні герцогства, деякі області на півночі та на півдні належать Візантії, інші окупували сарацини. Південь Піренейського півострова займає Кордовський халіфат на чолі з Хішамом II. Північну частину півострова займають королівство Астурія і королівство Галісія та королівство Леон, де править Альфонсо V.
Королівство Англія очолює Етельред Нерозумний.
У Київській Русі триває правління Володимира. У Польщі править Болеслав I Хоробрий.  Перше Болгарське царство частково захоплене Візантією, в іншій частині править цар Самуїл. У Хорватії триває правління Светослава Суроньї.  Великим князем мадярів є Стефан I.
Аббасидський халіфат очолює аль-Кадір, в Єгипті владу утримують Фатіміди, в Середній Азії — Караханіди, у Хорасані — Газневіди. У Китаї продовжується правління династії Сун. Значними державами Індії є Пала, Пратіхара, Чола. В Японії триває період Хей'ан.

## Події
- Караханіди захопили Бухару й поклали край існуванню держави Саманідів.
- Газневіди захопили Хорасан.
- Князем Богемії став Болеслав III. Польський князь Болеслав I Хоробрий захопив Сілезію, Моравію та Краків.
- Королем Леону став Альфонсо V Шляхетний.
- Ісландський Альтинг ухвалив рішення про навернення до християнства.
- Ірландський король Бріан Боройме завдав поразки вікінгам.
- Розпочався понтифікат Сильвестра II. Він визнав за архієпископом Реймса право коронувати королів Франції[1].
- Канонізовано Адальберта Празького.